# Rhinorex
Rhinorex é um gênero de dinossauro da família Hadrosauridae do Cretáceo Superior dos Estados Unidos. Há uma única espécie descrita para o gênero Rhinorex condrupus. Seus restos fósseis foram encontrados na formação Neslen no estado do Utah, e foram datados com cerca de 75 milhões de anos.